# Борохново
Борохново — деревня в Палкинском районе Псковской области России.
Входит в состав Палкинской волости.
Расположена у северо-западной границы посёлка Палкино.
Население — 43 человека (2000 год).